# Mörnbach
Der Mörnbach (auch Mörn genannt) ist ein ganzjähriges Fließgewässer 3. Ordnung, das im südöstlichen Bayern zum Inn hin fließt. 
Mit einer Länge von 43,66 km ist er einer von Bayerns 100 längsten Bächen. 

## Name
Der Mörnbach wurde 1027 („aqua Merina“) erstmals urkundlich erwähnt. Der Name leitet sich vermutlich vom germanischen Wortstamm  *mari- „feuchte, sumpfige Stelle“ ab. Eine vorgermanische Herleitung über das indogermanische Wort *mari für „See, Meer“ ist ebenso möglich.

## Geographie

### Verlauf
Der Bach entspringt westlich von Mantelsham, Gemeinde Schnaitsee auf einer Höhe von etwa 566 m ü. NN. In zunächst südöstlichem Fliessverlauf, nach Kienberg hin, nimmt er auf seinem Weg weitere Quellbäche auf.
Dort ändert er seine Fließrichtung nach Norden hin und versinkt unterhalb von Engelsberg. Südlich vor Flohberg tritt er wieder zu Tage. Der Mörnbach hat in Mörmoosen zwei Nebenläufe, die in ihn münden, einmal den Mitterbach, der in Höhe des Gasthauses Mittermühle, aber mittig des Tals entspringt, und den Eschbach, der unterhalb Mauerbergs entspringt.
Beide Bäche vereinen sich und münden dann bei Auöster in den Mörnbach. Als Entlastung dient der Sickenbach (bei Reinigungsarbeiten im Mörnbach oder bei Hochwasser), der sich direkt abspaltet und am Sportplatz vorbei verläuft. 
Im Ortskern von Tüßling verschwenkt der Mörnbach auf östlichen Lauf und der Teisingerbach zweigt nach Norden hin ab. Dieser verläuft direkt durch Teising und mündet schon dort in den Inn. Der Mörnbach fließt weiter in Richtung Altötting, wo er teilweise verdolt, unterhalb des Kapellplatzes vorbei läuft und dann am Ende von Im Gries verläuft. Schließlich fließt er durch Neuötting zunächst parallel zum Inn. Er musste, da seine ursprüngliche Einmündung zu tief war, dort wegen des Rückstaues der Staustufe des Innwerks umgeleitet werden, was seinen Fließverlauf um 1,5 km verlängerte. Er mündet jetzt etwa 500 m oberhalb des Neuöttinger Klärwerks bei km 90,5 als rechter Zufluss in den Inn.
Der Mörnbach ist seit geraumer Zeit wegen des Hochwasserschutzes ein Thema. (Lageplan 3 für Gemeinde Tüssling)

### Zuflüsse und Abzweige
Hierarchische Liste der Zuflüsse und Abzweige, jeweils von der Quelle zur Mündung. Auswahl.
- Stadlergraben, von links gegenüber Tacherting-Peterskirchen
- → (Abgang des Mitterbachs), nach rechts am Beginn des Gemeindegebiets von Tüßling
- ← (Rücklauf des Mitterbachs), von rechts bei Tüßling-Neue Heimat
  - Eschbach, von rechts gegenüber Tüßling-Mörmoosen
- → (Abgang des Pfarrerbachs), nach rechts gegenüber Neue Heimat
- → (Abgang des Teisinger Bachs), nach links in Tüßling; mündet bei Neuötting-Unterholzhausen in den Inn
- Bucherbach, von rechts unterhalb von Tüßling
  - Pfarrerbach, von links
- → (Abgang des Sickenbachs), anfangs Flutgraben genannt, nach rechts
- ← (Rücklauf des Sickenbachs), von rechts in Altötting
  - Klöpferbach, von rechts
  - Kastler Gieß, von rechts am Ortsrand von Altötting
- → (Abgang des Mühlbachs), nach rechts in Altötting
- ← (Rücklauf des Mühlbachs), von rechts als Triebwerkskanal bei Neuötting
- Brodmann-Bräuhausbach, von rechts nach Neuötting

## Legenden
Der Legende nach ertrank im Jahre 1489 ein kleiner Bub im Mörnbach. Die Mutter des Buben fand den Leichnam und legte den toten Körper auf den Altar der Gnadenkapelle in Altötting. Sie betete für seine Rettung. Der Junge erwachte wie durch ein Wunder wieder zum Leben. Dieses Wunder gründet den Ruf für Altötting als Wallfahrtsort.